# Barkenkuhlen im Ipweger Moor
Die Barkenkuhlen im Ipweger Moor sind ein Naturschutzgebiet in der niedersächsischen Gemeinde Rastede im Landkreis Ammerland an der Grenze zum Landkreis Wesermarsch.
Das Naturschutzgebiet mit dem Kennzeichen NSG WE 172 ist gut 53,5 Hektar groß. Es ist fast vollständig Bestandteil des FFH-Gebietes „Ipwegermoor, Gellener Torfmöörte“. Das Naturschutzgebiet steht seit dem 21. August 2010 unter Naturschutz. Es ersetzt das gleichnamige Naturschutzgebiet aus dem Jahr 1986.
Das Hochmoorgebiet liegt östlich von Wahnbek im Ipweger Moor. Der Moor ist teilweise kultiviert, teilweise als Heidemoor und Hochmoor mit Moorkolken erhalten. Die Grünlandflächen in den kultivierten Bereichen liegen brach, sie wurden gepoldert, um möglichst viel Oberflächenwasser zu halten mit dem Ziel, Sumpf und Verlandungsbereiche zu schaffen.
Das Gebiet wird über diverse Gräben u. a. zum Ipweger Moorkanal im Norden entwässert, der wiederum über den Moorriemer Kanal zur Hunte und Weser entwässert.